# Dingoo A320

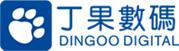
Логотип Dingoo Digital

Dingoo A320 — портативное мультимедийное устройство, совмещающее в себе функции аудиоплеера, видеоплеера, FM-радио и эмулятора игровых консолей. Выпускается компанией Shenzhen Dingoo Digital Co., Ltd. с марта 2009 года.
Устройство выпускается с белым и чёрным цветом корпуса. Все устройства этого производителя обозначаются торговой маркой Dingoo.

## Технические характеристики
- Процессор: Ingenic JZ4732, 336 МГц (понижена с номинальных 360 МГц, разгоняется до 433 МГц), (архитектура MIPS)
- Память:
  - ОЗУ: 32 Мб SDRAM
  - Встроенная флеш-память: 4 Гб
- Дисплей: ЖК, 2,8 дюйма с разрешением 320 × 240 при 16 млн цветов
- Источник питания: аккумулятор Li-Ion 3,7В 1700 мА*ч; время работы без подзарядки — около 7 часов
- Размеры: 125 × 55,5 × 14 мм
- Слот MiniSD/SDHC: поддерживаются карты miniSD объёмом до 8 ГБ
- FM-тюнер: цифровой, в диапазоне 76—108 МГц, с функцией автопоиска, хранение до 40 настроенных частот
- Выходы:
  - Гнездо наушников
  - Видеовыход на телевизор (RCA-кабель прилагается в комплекте) — видео + аудио, PAL/NTSC
  - USB 2.0 с коннектором формата mini-USB (USB-кабель прилагается), подзарядка от USB
- Устройства управления:
  - На лицевой стороне слева: D-pad и кнопка Select; справа: кнопки X, Y, A, B и кнопка Start
  - На верхней стороне: шифты L и R
  - На левой стороне: кнопка сброса и микрофон
  - На правой стороне: ползунок включения/блокирования, выход на наушники
  - На нижней стороне: встроенные микро-динамики, USB-порт, mini-SD слот, выход на ТВ

## Мультимедийные возможности
Встроенное ПО предоставляет возможности:
- Аудиоплеер — поддерживаются форматы MP3, WMA, APE, FLAC, LRC
- Видеоплеер для форматов RMVB, RM, AVI, WMV, FLV, MPEG, DAT, MP4, ASF, SWF[2]
- Просмотр изображений форматов JPG, BMP, GIF, PNG
- FM-радио работающее без наушников (встроенная антенна)
- Цифровой диктофон — запись звука со встроенного микрофона или радио, формат WAV, MP3
- Эмулятор игровых систем. Эмулируемые устройства:
  - Capcom CPS-1 / CPS-2 — игровые автоматы 1990-х
  - Game Boy
  - Game Boy Advance
  - Nintendo Entertainment System
  - Neo-Geo
  - Sega Megadrive / Genesis
  - SNES
  - ZX Spectrum[3]
  - Вектор-06Ц[4],[5]
- Просмотр текста (e-book), Text-to-Speech, закладки, автоскроллинг

## Программное обеспечение
Встроенное программное обеспечение (англ. firmware) допускает обновление, и на официальном сайте выкладываются образы для обновления прошивки. Кроме «родных» прошивок доступен ряд модифицированных вариантов от сторонних разработчиков.
Имеется бесплатно доступный SDK, позволяющий разрабатывать для устройства собственные приложения. SDK включает в себя библиотеку cygwin, кросс-инструменты (mipseltools), библиотеку s2d (содержащую упоминания копирайта компании Dingoo Games) и техническую документацию к ней, а также эмулятор, для выполнения программ целевого устройства на ПК.
Помимо эмуляторов игровых платформ, поставляющихся с устройством, уже имеется множество сторонних эмуляторов. В частности, эмулируются устройства Game Boy Color, ColecoVision, Sega Master System, Game Gear, MSX, ZX Spectrum, Atari ST, Atari 2600, PlayStation.

### µC/OS-II
Операционная система, используемая на устройстве (в официальных прошивках) — это µC/OS-II — ОС реального времени c поддержкой вытесняющей многозадачности.

### Dingux

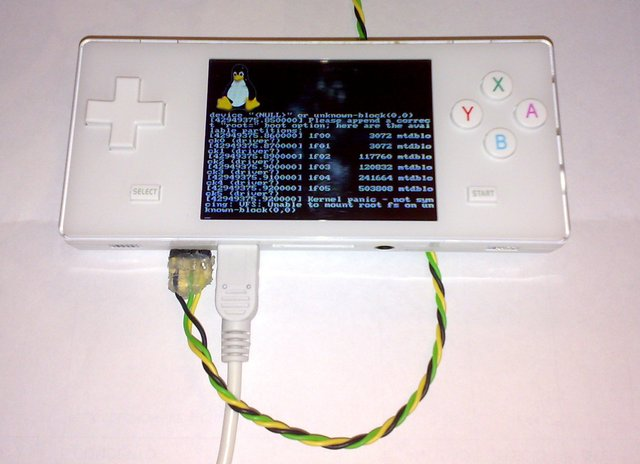
Загрузка альфа-версии ядра Linux на Dingoo

В мае 2009 года появились первые адаптации Linux для Dingoo A320, получившие название Dingux. В настоящее время существует возможность использования dual boot для выбора при загрузке Dingux или «родной» операционной системы. Для Dingux имеется выбор из нескольких ядер, немного различающихся своими возможностями.
Появление Dingux значительно подтолкнуло развитие ПО для платформы: было портировано множество игр и эмуляторов, для которых уже существовали Linux-версии.
Существует также дистрибутив OpenDingux, при разработке которого ставилась цель использовать стандартные интерфейсы Linux насколько это возможно, с тем чтобы облегчить портирование программ на OpenDingux.

### Dingoo A320 SDK
Сторонними разработчиками был создан открытый и свободный SDK для Dingoo A320 и родственных устройств (таких как Gemei x760+ и Dingoo Technology A330). SDK включает в себя реализации библиотек libc, libm, zlib, libpng, SDL и др.

## Подделки
22 декабря 2009 года появилась информация о непрошиваемых моделях, обладающих меньшим на 2 гигабайта объёмом встроенной памяти, а также другим аккумулятором. На сайте компании имеется предупреждение о таких подделках.